# FM Records Sweden
FM Records Sweden är ett skivbolag med bas i Göteborg, som startades 2005 av producenten och låtskrivaren Fredrik Dandy. Skivbolaget har gett ut artister som Michel Fuentes, Sandra Gee och Linus Svenheimer och har haft musik både i filmer, på Sveriges Radio och de kommersiella radiokanalerna. De har även haft ett samarbete med Warner Music. Singeln "Anything" med deras artist Michel Fuentes var Sveriges näst mest sålda singel i fyra veckor under 2007.
Under 2012 signade de rockbandet Five grams of perfection[källa behövs].